# Massimiliano Caroletti
Massimiliano Caroletti, née le 3 mars 1970 à Rome (Italie), est un producteur, acteur et entrepreneur sportif italien.

## Biographie

### Carrière artistique
Il fait ses débuts en 2002 dans un spot publicitaire pour une voiture dans le rôle de l'ancien romain. Son premier film comme acteur avec le rôle principal est Fallo! de Tinto Brass en 2003,,.
En 2005, Massimiliano Caroletti, avec son film Taxi Lovers où il est producteur et acteur dans le rôle principal, a reçu le prix "Casbot meilleur producteur" au "BAFF (B.A. Film Festival)" et au "Fregene per Fellini" - "Premio al cinema italiano"; avec ce film a participé à David di Donatello et "Magna Graecia Film Festival",,,,,.
En 2008, son film Torno a vive da solo, où il est producteur et acteur, participe au "Monte-Carlo Film Festival de la Comédie" à Monaco et David di Donatello en Italie,.
En 2022 il est directeur artistique du concours de talents Lollapalooza Got Talent en Égypte. Il est aussi juge dans des concours de beauté en Italie et en Égypte; en 2023 dans la compétition Miss Woman World il offre un contrat d'actrice principale dans l'un de ses films,.
In 2023 produit Tic toc de Davide Scovazzo et sequel,,.

### Carrière sportive
Massimiliano Caroletti a beaucoup travaillé avec le club de football en tant que propriétaire, directeur marketing, directeur général et collaborateur: U.S. Viterbese (2004-2005), S.S.D. Calcio San Donà (2008-2009), Szombathelyi Haladás (2013-2014), FC Tatabánya (2015-2016), S.S. Lazio Women (2016) et KFC Komárno (2017),,,,,,,,.

## Acteur
- Fallo! de Tinto Brass (2003) — film
- Taxi Lovers de Luigi Di Fiore (2005) — film
- Nemici per la pelle de Rossella Drudi (2006) — film
- Il gioiello de Stefano Calvagna (2006) — court métrage
- Bastardi de Federico Del Zoppo et Andres Alce Meldonado (2008) — film
- Callo puttano de Rambo Smash feat. Stylo aka Space (2022) — vidéo musicale

## Producteur
- Taxi Lovers de Luigi Di Fiore (2005) — film
- Il gioiello de Stefano Calvagna (2006) — court métrage
- Le avventure di Diabetik de Andres Alce Meldonado (2007) — sitcom
- Torno a vivere da solo de Jerry Calà (2008) — film
- Parole parole de Éva Henger et Dr. Feelx (2011) — single
- U R A Million $ Girl (chanteurs: Dwaine feat. Diddy, Keri Hilson & Trina) de Gil Green et Claudio Zagarini (2011) — vidéo musicale
- Here We Go Again (chanteurs: Vicky Green feat. Kelly Rowland & Trina) de Claudio Zagarini et Gianluca Catania (2012) — vidéo musicale
- Play Me Like a Violin (chanteurs: Brighi feat. Snoop Dogg) de Claudio Zagarini et Gianluca Catania (2012) — vidéo musicale
- (Avalanche) Rescue Me from the Dancefloor (chanteurs: M.iam.i & Flo Rida) de Claudio Zagarini, Gianluca Catania et Samuele Dalò (2012) — vidéo musicale
- Baby It's the Last Time (chanteurs: RJ feat. Flo Rida & Qwote) de Claudio Zagarini, Gianluca Catania et Samuele Dalò (2012) — vidéo musicale
- Nobody Can (chanteurs: Laura Broad feat. Chris Brown) de Claudio Zagarini (2012) — vidéo musicale
- Bedroom (chanteurs: Redd, Qwote & Pitbull) de Claudio Zagarini, Gianluca Catania et Samuele Dalò (2012) — vidéo musicale
- 100% Freaky (chanteurs: A-Roma feat. Pitbull & Play-N-Skillz) de Claudio Zagarini (2012) — vidéo musicale
- Live 4 Die 4 (chanteurs: RJ & Pitbull) de Claudio Zagarini (2012) — vidéo musicale
- Angel Eyes (chanteurs: Waterfall feat. Akon & Play-N-Skillz) de Claudio Zagarini (2012) — vidéo musicale
- Pescati dalla rete (3 saisons) (Vero, 2012-2013) — programme télévisé
- My Heart Goes Boom (chanteurs: Planet Z feat. Maury & Flo Rida) de Marc Korn (2014) — vidéo musicale
- Acrobat (chanteurs: A-Roma feat. Snoop Dogg & Orry Jackson) de Marc Korn et Massimiliano Caroletti (2014) — vidéo musicale
- Make It Last (chanteurs: (Nico Heinz & Max Kuhn Mix) by Badvice Dj & Cris Willis) de Claudio Zagarini (2019) — vidéo musicale
- Tic toc de Davide Scovazzo (2023) — film

## Producteur délégué
- Le avventure di Diabetik de Andres Alce Meldonado (2007) — sitcom
- Bastardi de Federico Del Zoppo et Andres Alce Meldonado (2008) — film
- Boomerang (chanteurs: Btsound Vs Mercédesz Henger) de Gilberto Savini (2018) — vidéo musicale
- Tic toc de Davide Scovazzo (2023) — film

## Réalisateur
- Acrobat (chanteurs: A-Roma feat. Snoop Dogg & Orry Jackson) (2014) — vidéo musicale

## Directeur artistique
- Lollapalooza Got Talent (2022)